# TCEA1
TCEA1‏ (Transcription elongation factor A1) هوَ بروتين يُشَفر بواسطة جين TCEA1 في الإنسان.